# キム・ユヨン
キム・ユヨン（朝：김유연、中：金琉然、英：Kim Yoo-yeon、2001年2月9日 - ）は、韓国のアイドル、歌手。
女性アイドルグループtripleSのメンバー。

## 略歴

### デビュー前
子供の頃、ニュージーランドとアメリカで語学研修を行い、世和女子高等学校を卒業。
最初は両親に芸能人になることを強く反対されていた。芸能人になるために、合計3回の大学入試を受けて、最終的に梨花女子大学科学教育科に入学した。芸能活動のため、一時的に休学している。
2021年11月8日、MBCが主催するオーディション番組『放課後のときめき』に出演したが、最終8位で脱落した。番組に参加する前に声楽とダンスを習ったことがなく、参加者で唯一の素人身分の練習生だった。

### デビュー後
2022年7月11日、MODHAUSからデビュー予定のガールズグループ・tripleSの5番目のメンバーとして公開された。
10月28日、サブユニット「Acid Angel from Asia」のメンバーでリーダーとしてミニアルバム『ACCESS』で、タイトル曲『Generation』でグループと共に正式デビューした。
2024年6月16日、初めて女子アイドルグループの個人ブランド評価ランキングに入り、51位にランクインした。
2024年6月28日、韓国『フォーブス』の「生徒会会長になる可能性が最も高い模範生芸能人(アイドル部門)」世論調査で1位を獲得した。